# 湯野駅
湯野駅（ゆのえき）は、広島県福山市神辺町湯野にある、井原鉄道井原線の駅。

## 歴史
- 1999年（平成11年）1月11日：井原線開業と同時に設置[1]。

## 駅構造

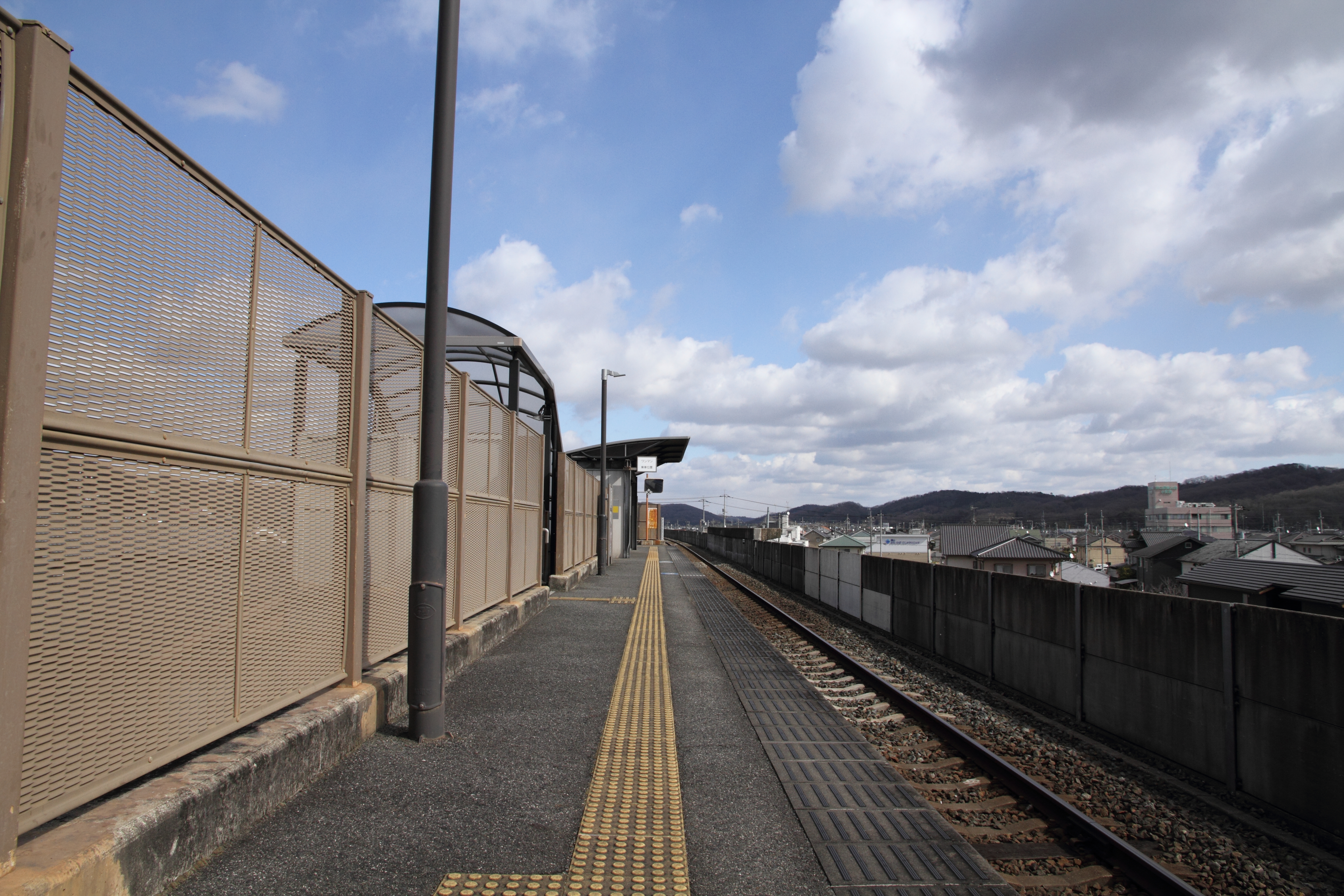
構内（2022年2月）

神辺方面に向かって右側に単式ホーム1面1線を有する高架駅（停留所）で、高架下に公衆トイレ、待合室、駐輪場などが設置されている。直接ホームに上がる形の無人駅であり、自動券売機等は設置されていない。

## 利用状況
1日平均の乗車人員は以下の通りである。
| 年度               | 1日平均 乗車人員 | 1日平均 乗降人員 |
| ------------------ | ---------------- | ---------------- |
| 2003年（平成15年） | 52               |                  |
| 2004年（平成16年） | 52               |                  |
| 2005年（平成17年） | 調査なし         |                  |
| 2006年（平成18年） | 63               |                  |
| 2007年（平成19年） | 調査なし         |                  |
| 2008年（平成20年） | 44               |                  |
| 2009年（平成21年） | 調査なし         |                  |
| 2010年（平成22年） | 52               |                  |
| 2011年（平成23年） | 調査なし         |                  |
| 2012年（平成24年） | 調査なし         |                  |
| 2013年（平成25年） | 58               |                  |
| 2014年（平成26年） | 調査なし         |                  |
| 2015年（平成27年） | 調査なし         |                  |
| 2016年（平成28年） | 調査なし         |                  |
| 2017年（平成29年） | 調査なし         |                  |
| 2018年（平成30年） |                  | 132              |

## 駅周辺

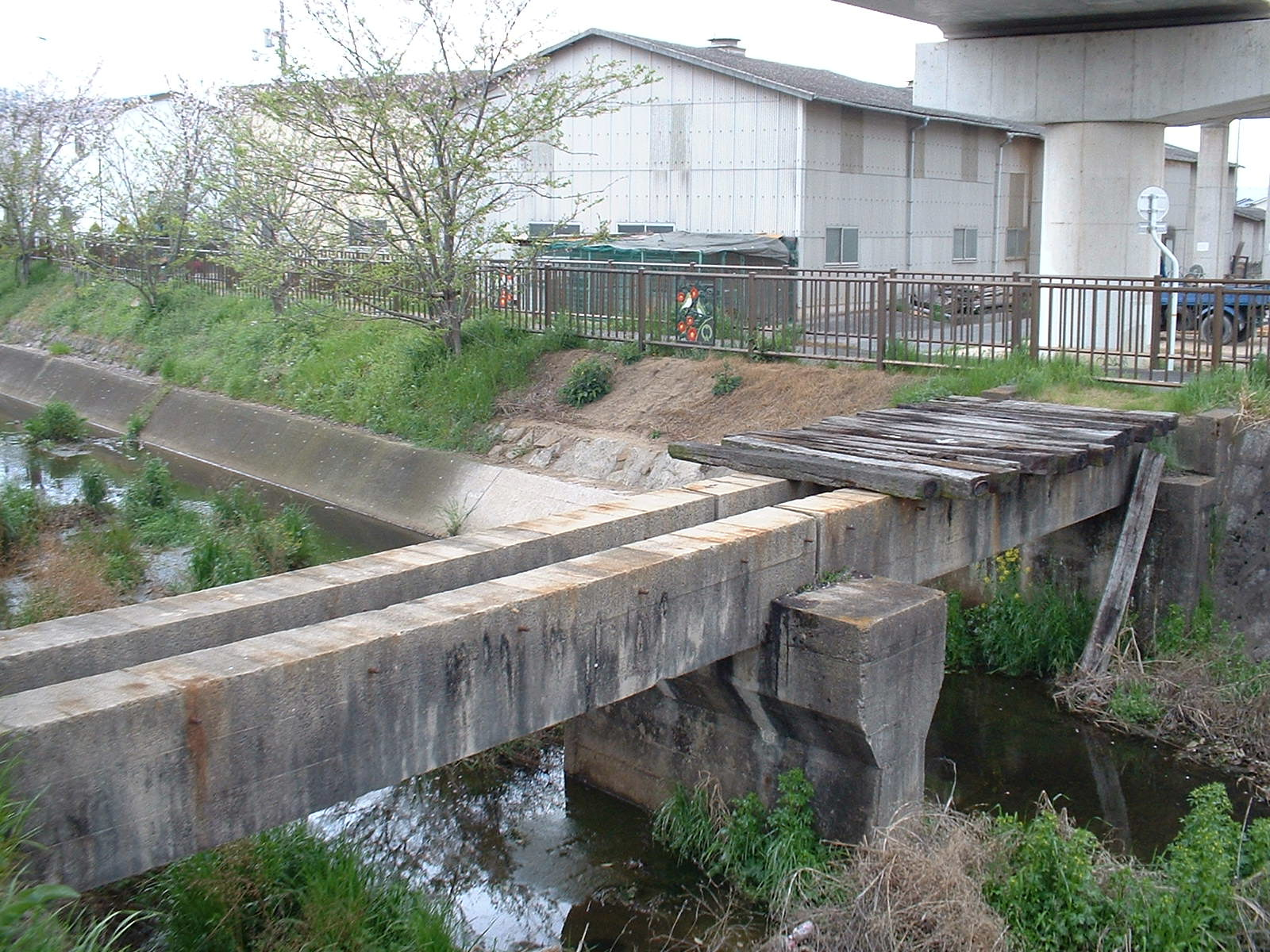
井笠鉄道神辺線の橋梁跡（2006年4月）

この付近の井原鉄道はかつての井笠鉄道神辺線（神高鉄道）の廃線敷を利用しており、かつての路盤が付近に残存している。
- 福山市民病院神辺病院
- 福山市立菅茶山記念館
- アクト神辺
  - ザ・ビッグ神辺店
- 福山市立神辺中学校
- 国道313号
- 国道486号
- 迫山第1号古墳 - 駅名標に古墳をイメージしたイラストが描かれている[1]。
- 業務スーパー エブリイ神辺店（エブリイがフランチャイジー）

## その他
- パークアンドライド用に、駅前に8台分の駐車場がある。

## 隣の駅
井原鉄道
■井原線
御領駅 - 湯野駅 - 神辺駅